# Maroon 5
Maroon 5 je ameriška pop rock skupina iz Los Angelesa.

## Člani
- Adam Levine - pevec
- Jesse Carmichael - kitarist
- Mickey Madden - bas kitara
- James Valentine - bobni
- Matt Flynn
- PJ Morton - klavir

## Albumi
- Songs About Jane (2002)
- It Won't Be Soon Before Long  (2007)
- Hands All Over  (2010)
- Overexposed  (2012)
- V  (2014)